# Joseph Bossert
Joseph François Bossert, né le 30 novembre 1851 à Blandy et mort le 21 juin 1906 à Milly la Forêt est un astronome français de l'Observatoire de Paris.

## Biographie
Bossert commence à étudier à l'âge de 15 ans à l'observatoire de Paris. Il y calcule les orbites d'astéroïdes et de comètes. Il est l'auteur principal de trois catalogues : Catalogue de 3950 étoiles dont les coordonnées moyennes sont ramenées à l'équinoxe de 1800,0 (1892) ; Catalogue des mouvements propres de 2641 étoiles (1895-1896) ; Catalogue des étoiles brillantes destiné aux astronomes, voyageurs, ingénieurs et marins (1906). Il est également l'un des principaux contributeurs du Catalogue Astrographique, projet initié par Ernest Mouchez en 1887.
Bossert est lauréat du prix Lalande de l'Académie française des Sciences en 1888 et du prix Valz en 1896,.